# Ground controlled approach

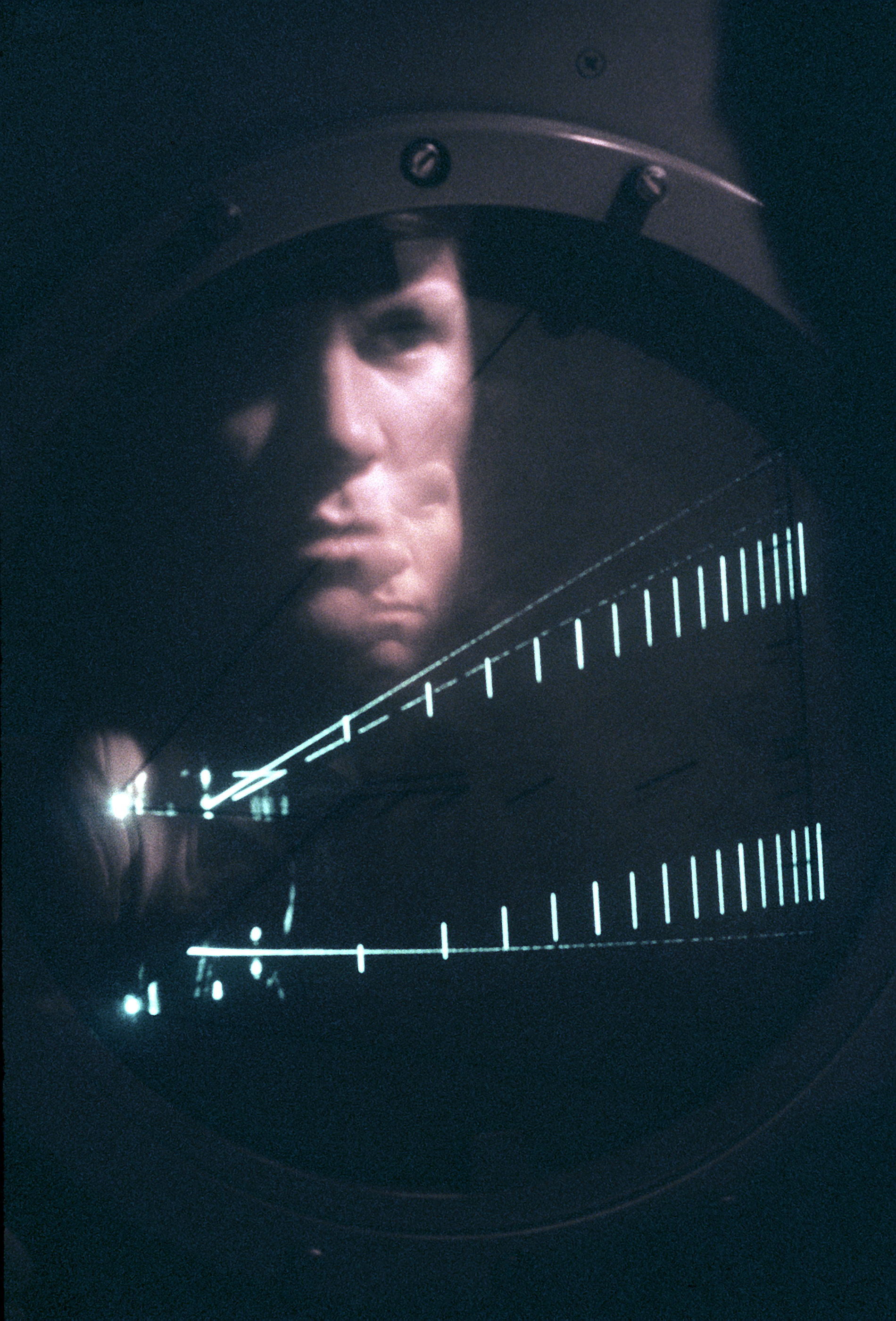
La rappresentazione del prolungamento dell'asse pista e del sentiero di discesa sullo schermo del radar di precisione del GCA.

Il ground controlled approach, abbreviato con la sigla GCA, è un servizio radar fornito da un controllore del traffico aereo che, durante una procedura di avvicinamento strumentale, impartisce via radio a un aeromobile istruzioni per posizionarsi nel circuito di traffico e successivamente per l'ottimale discesa nel tratto finale per l'atterraggio.
La procedura, letteralmente traducibile come "avvicinamento controllato da terra", si basa sull'uso di una particolare apparecchiatura radar chiamata anch'essa per antonomasia GCA o, più correttamente, ground controlled approach system.

## Caratteristiche
Durante l'applicazione della procedura GCA la posizione dell'aeromobile viene osservata da un controllore del traffico aereo grazie a due diversi sistemi radar: il primo costituito da un radar di sorveglianza (in inglese surveillance radar element, abbreviato in SRE) e il secondo da un radar di precisione (in inglese precision approach radar, abbreviato in PAR). Il PAR è costituito a sua volta da due ulteriori sottosistemi radar utilizzati in abbinamento tra di loro: il localizer e il glide path. Mentre le informazioni del radar di sorveglianza, di più ampia scala di copertura, sono utilizzate per posizionare il velivolo lungo il tratto finale, il sistema radar di precisione viene impiegato in quest'ultimo segmento di rotta consentendo al controllore di poter leggere anche minimi spostamenti della traccia radar sul piano orizzontale (grazie alle indicazioni del localizer) e sul piano verticale (mediante le indicazioni del glide path). La costante lettura della posizione radar consente al controllore di poter intervenire con apposite istruzioni e vettori per mantenere l'aeromobile allineato con la pista, all'interno dell'idoneo sentiero di discesa fino a brevissima distanza dal punto di atterraggio.
In sostanza il sistema PAR ha la stessa funzione di un Instrument landing system ma, al contrario di quest'ultimo, le informazioni vengono fornite al pilota via radio e non tramite rappresentazione visiva sulla strumentazione a bordo.
La procedura GCA può essere condotta:
- con il radar di sorveglianza prima e successivamente con il radar di precisione. In questo caso la procedura assume la denominazione di avvicinamento radar di precisione (in inglese precision approach radar [approach], abbreviato in PAR);[1]
- solo con il radar di sorveglianza, in questo caso la procedura non potrà essere di precisione, e assume la denominazione di avvicinamento radar di sorveglianza (in inglese surveillance radar approach, abbreviato in SRA);[1]
- solo con il radar di precisione, se disponibile una radioassistenza le cui indicazioni consentano al pilota di stabilizzarsi autonomamente nel tratto finale. Anche in questo caso la procedura assume la denominazione di avvicinamento radar di precisione (in inglese precision approach radar [approach], abbreviato in PAR).[1]

## Avvicinamento PAR
Durante il GCA il controllore del traffico aereo utilizza il radar di sorveglianza (SRE) per guidare il velivolo nel tratto finale dell'avvicinamento e, quando arrivato in tale posizione, continua il controllo con il sistema di avvicinamento radar di precisione in accordo con la procedura di avvicinamento PAR prevista. Nel caso in cui l'SRE non sia disponibile, se la specifica procedura lo consente, il pilota può condurre l'aeromobile in finale in modo autonomo, non seguendo le indicazioni radar di un controllore, ma i segnali di una radioassistenza. Da tale punto in poi l'avvicinamento potrà essere continuato con il PAR.
Durante l'avvicinamento PAR un controllore del traffico aereo appositamente qualificato e abilitato fornisce via radio istruzioni al pilota per mantenere l'aeromobile esattamente allineato alla pista di atterraggio e sul sentiero di discesa ottimale. Poiché in tali circostanze il velivolo è pilotato a distanza molto ravvicinata dal terreno e a una velocità critica, è indispensabile che il sistema radar abbia caratteristiche di massima precisione e affidabilità. Per consentire ciò il sistema scansiona velocemente e ripetutamente il prolungamento dell'asse pista con un fascio radar orizzontale di 20° e con un altro fascio di 7° in elevazione. Entrambi i fasci radar hanno i vertici sull'antenna del radar, posizionata in prossimità della pista di atterraggio. La portata del radar di precisione è limitata a circa 10 NM.
Lo schermo radar è diviso in due settori, uno superiore e uno inferiore e su di esso viene visualizzato il tratto finale dell'avvicinamento rappresentato come in una proiezione ortogonale. La traccia radar dell'aeromobile apparirà contemporaneamente su entrambi i settori dello schermo:
- la parte superiore, sulla quale possono essere lette le informazioni di quota e di distanza dall'atterraggio, rappresenta il prospetto del sentiero di discesa;
- la parte inferiore, sulla quale si leggono le informazioni circa l'allineamento con la pista e la distanza dall'atterraggio rappresenta il prolungamento dell'asse pista in pianta.[4]

Durante l'avvicinamento PAR il controllore, oltre che impartire al pilota istruzioni di virata in termini di prue magnetiche da assumere, fornisce indicazioni circa la posizione rispetto all'ottimale sentiero di discesa, istruzioni per riassumere il corretto rateo di discesa e la distanza dal punto di atterraggio. Al pilota devono essere fornite, prima dell'inizio della procedura le preventive istruzioni da seguire nel caso in cui si verificasse un'interruzione del contatto radio. L'aeromobile viene allineato approssimativamente sull'asse pista a una distanza inferiore alle 10 NM a una quota prestabilita a seconda della procedura e viene istruito a incominciare la discesa, in accordo con l'angolo di discesa previsto, non appena la traccia radar dell'aeromobile interseca il sentiero di discesa rappresentato sullo schermo radar. Il pilota verrà istruito a incrementare o diminuire il rateo di discesa qualora risulti essere rispettivamente sopra o sotto il sentiero; l'esatto rateo di discesa viene calcolato dal pilota in funzione della velocità dell'aeromobile e delle informazioni del controllore.
Le istruzioni del controllore devono essere continue e comunicate con apposita fraseologia aeronautica che prevede l'uso di specifici termini per indicare al pilota con immediatezza, seppure con approssimazione, la posizione dell'aeromobile rispetto all'ottimale sentiero di discesa e le indicazioni per mantenersi su di esso:
- on glide path;
- slightly above glide path;
- above glide path;
- well above glide path;
- going above glide path;
- slightly below glide path;
- below glide path;
- well below glide path;
- going below glide path;
- adjust rate of descent;
- coming back quickly to the glide path;
- coming back slowly to the glide path;
- resume normal rate of descent.

Contemporaneamente alle indicazioni di posizione sul piano prospettico, sono fornite al pilota indicazioni di prua e istruzioni per mantenersi allineato sull'asse pista o per ritornare in rotta in caso di spostamenti laterali da essa:
- closing from the left  (oppure) from the right;
- closing slowly (oppure) quickly from the left (oppure) from the right;
- heading is good;
- on track;
- slightly (oppure) well left (oppure) right of track;
- going left (oppure) right of track;
- (numero) meters left (oppure) right of track;
- fly heading (numero di gradi);
- continue present heading;
- turn left (oppure) right (numero) degrees;
- heading is good.

Il controllore fornirà queste istruzioni fino a quando l'aeromobile non abbia raggiunto una quota di sicurezza prestabilita, alla quale il pilota:
- possa effettuare l'atterraggio autonomamente, oppure
- incominciare una procedura di mancato avvicinamento qualora la scarsa visibilità non consenta l'atterraggio.[6]

Tale quota è definita, a seconda dei casi, altezza di decisione (in inglese decision altitude, abbreviato in DA) o altitudine di decisione (in inglese decision height, abbreviato in DH).

## Avvicinamento SRA
In mancanza del PAR oppure qualora le condizioni meteorologiche siano buone, l'avvicinamento può essere condotto solo con l'ausilio dell'SRE mediante una procedura di avvicinamento SRA.
Durante tale procedura il controllore istruisce il pilota a incominciare la discesa per l'atterraggio non appena giunge, in finale, a una distanza standard dalla pista. Il pilota viene inoltre istruito a mantenere un angolo di discesa specifico per la procedura. Sono quindi fornite successive istruzioni per mantenere l'aereo allineato sul prolungamento dell'asse pista e, a specifiche distanze, vengono comunicate al pilota le quote precalcolate alle quali il velivolo dovrebbe trovarsi. In base a tali indicazioni il pilota incrementerà o ridurrà il rateo di discesa fino a una distanza alla quale, se in vista della pista, potrà atterrare o, in caso contrario, effettuare una procedura di mancato avvicinamento.

## Storia e sviluppo
Il GCA fu sviluppato dallo scienziato Luis Álvarez, (Premio Nobel per la fisica nel 1968) durante la seconda guerra mondiale, venendo incontro all'esigenza dei velivoli alleati di poter atterrare su aeroporti anche in condizioni meteorologiche avverse o con bassa visibilità.
Il sistema GCA fu largamente impiegato al termine delle ostilità per assistere l'incredibile quantità di velivoli impegnati nel ponte aereo di Berlino nel 1948. Grazie alla sua affidabilità e alla semplicità di utilizzo fu successivamente approvato dalle autorità aeronautiche statunitensi anche per scopi prettamente civili a partire dal 1949 e successivamente ne fu permesso dall'ICAO l'utilizzo operativo mondiale nel 1950.
Attualmente il GCA è sempre meno diffuso, se non in campo militare e, in particolare, il PAR è raramente impiegato come alternativa o supporto all'ILS, sia per le sue limitate prestazioni, paragonate a quelle di altre radioassistenze usate per gli avvicinamenti strumentali di precisione, sia per le risorse da impiegare per la formazione e il continuo addestramento del personale controllore impiegato nell'erogazione del servizio GCA.